# Peak Antifreeze & Motor Oil Indy 300 de 2009
Peak Antifreeze & Motor Oil Indy 300 de 2009 foi a décima quinta corrida da temporada de 2009 da IndyCar Series. A corrida foi disputada no dia 29 de agosto no Chicagoland Speedway, localizado na cidade de Joliet, Illinois. O vencedor foi o australiano Ryan Briscoe, da equipe Team Penske.

## Pilotos e Equipes
| Nº | Piloto              | Equipe                     | Chassis | Motor | Pneu |
| -- | ------------------- | -------------------------- | ------- | ----- | ---- |
| 2  | Raphael Matos (R)   | Luczo-Dragon Racing        | Dallara | Honda | F    |
| 3  | Hélio Castroneves   | Team Penske                | Dallara | Honda | F    |
| 4  | Dan Wheldon         | Panther Racing             | Dallara | Honda | F    |
| 5  | Mario Moraes        | KV Racing Technology       | Dallara | Honda | F    |
| 6  | Ryan Briscoe        | Team Penske                | Dallara | Honda | F    |
| 7  | Danica Patrick      | Andretti-Green Racing      | Dallara | Honda | F    |
| 9  | Scott Dixon         | Chip Ganassi Racing        | Dallara | Honda | F    |
| 10 | Dario Franchitti    | Chip Ganassi Racing        | Dallara | Honda | F    |
| 11 | Tony Kanaan         | Andretti-Green Racing      | Dallara | Honda | F    |
| 13 | E. J. Viso          | HVM Racing                 | Dallara | Honda | F    |
| 14 | Ryan Hunter-Reay    | A. J. Foyt Enterprises     | Dallara | Honda | F    |
| 18 | Justin Wilson       | Dale Coyne Racing          | Dallara | Honda | F    |
| 20 | Ed Carpenter        | Vision Racing              | Dallara | Honda | F    |
| 23 | Milka Duno          | Dreyer & Reinbold Racing   | Dallara | Honda | F    |
| 24 | Mike Conway (R)     | Dreyer & Reinbold Racing   | Dallara | Honda | F    |
| 26 | Marco Andretti      | Andretti-Green Racing      | Dallara | Honda | F    |
| 27 | Hideki Mutoh        | Andretti-Green Racing      | Dallara | Honda | F    |
| 33 | Robert Doornbos (R) | HVM Racing                 | Dallara | Honda | F    |
| 43 | Tomas Scheckter     | Dreyer & Reinbold Racing   | Dallara | Honda | F    |
| 67 | Sarah Fisher        | Sarah Fisher Racing        | Dallara | Honda | F    |
| 98 | Jaques Lazier       | Team 3G                    | Dallara | Honda | F    |
| 02 | Graham Rahal        | Newman/Haas/Lanigan Racing | Dallara | Honda | F    |
| 06 | Oriol Servià        | Newman/Haas/Lanigan Racing | Dallara | Honda | F    |

- (R) - Rookie

## Resultados

### Treino classificatório
| Treino classificatório - 28 de agosto | Treino classificatório - 28 de agosto | Treino classificatório - 28 de agosto | Treino classificatório - 28 de agosto | Treino classificatório - 28 de agosto | Treino classificatório - 28 de agosto | Treino classificatório - 28 de agosto | Treino classificatório - 28 de agosto | Treino classificatório - 28 de agosto |
| Pos                                   | Nº                                    | Piloto                                | Equipe                                | Volta 1                               | Volta 2                               | Volta 3                               | Volta 4                               | Tempo total                           |
| ------------------------------------- | ------------------------------------- | ------------------------------------- | ------------------------------------- | ------------------------------------- | ------------------------------------- | ------------------------------------- | ------------------------------------- | ------------------------------------- |
| 1                                     | 6                                     | Ryan Briscoe                          | Team Penske                           | 25.4094                               | 25.4126                               | 25.4074                               | 25.4033                               | 1:41.6327                             |
| 2                                     | 3                                     | Hélio Castroneves                     | Team Penske                           | 25.4554                               | 25.4301                               | 25.4169                               | 25.4066                               | 1:41.7090                             |
| 3                                     | 10                                    | Dario Franchitti                      | Chip Ganassi Racing                   | 25.4727                               | 25.4561                               | 25.4479                               | 25.4407                               | 1:41.8174                             |
| 4                                     | 11                                    | Tony Kanaan                           | Andretti-Green Racing                 | 25.5097                               | 25.4899                               | 25.4876                               | 25.4780                               | 1:41.9652                             |
| 5                                     | 02                                    | Graham Rahal                          | Newman/Haas/Lanigan Racing            | 25.5137                               | 25.5078                               | 25.5009                               | 25.4927                               | 1:42.0151                             |
| 6                                     | 9                                     | Scott Dixon                           | Chip Ganassi Racing                   | 25.5204                               | 25.5061                               | 25.5041                               | 25.5141                               | 1:42.0447                             |
| 7                                     | 26                                    | Marco Andretti                        | Andretti-Green Racing                 | 25.5219                               | 25.5312                               | 25.5042                               | 25.4987                               | 1:42.0560                             |
| 8                                     | 5                                     | Mario Moraes                          | KV Racing Technology                  | 25.5363                               | 25.5352                               | 25.5259                               | 25.5250                               | 1:42.1224                             |
| 9                                     | 06                                    | Oriol Servià                          | Newman/Haas/Lanigan Racing            | 25.5584                               | 25.5605                               | 25.5622                               | 25.5393                               | 1:42.2204                             |
| 10                                    | 7                                     | Danica Patrick                        | Andretti-Green Racing                 | 25.5964                               | 25.5784                               | 25.5308                               | 25.5249                               | 1:42.2305                             |
| 11                                    | 4                                     | Dan Wheldon                           | Panther Racing                        | 25.5827                               | 25.5942                               | 25.5903                               | 25.6052                               | 1:42.3724                             |
| 12                                    | 20                                    | Ed Carpenter                          | Vision Racing                         | 25.6475                               | 25.6607                               | 25.6446                               | 25.6481                               | 1:42.6009                             |
| 13                                    | 27                                    | Hideki Mutoh                          | Andretti-Green Racing                 | 25.6648                               | 25.6805                               | 25.6456                               | 25.6464                               | 1:42.6373                             |
| 14                                    | 43                                    | Tomas Scheckter                       | Dreyer & Reinbold Racing              | 25.6595                               | 25.6660                               | 25.6592                               | 25.6709                               | 1:42.6556                             |
| 15                                    | 18                                    | Justin Wilson                         | Dale Coyne Racing                     | 25.7178                               | 25.6961                               | 25.6796                               | 25.6618                               | 1:42.7553                             |
| 16                                    | 24                                    | Mike Conway (R)                       | Dreyer & Reinbold Racing              | 25.7544                               | 25.7340                               | 25.7156                               | 25.7154                               | 1:42.9194                             |
| 17                                    | 2                                     | Raphael Matos (R)                     | Luczo-Dragon Racing                   | 25.7368                               | 25.7592                               | 25.7721                               | 25.7890                               | 1:43.0571                             |
| 18                                    | 14                                    | Ryan Hunter-Reay                      | A. J. Foyt Enterprises                | 25.8071                               | 25.7663                               | 25.7570                               | 25.7510                               | 1:43.0814                             |
| 19                                    | 67                                    | Sarah Fisher                          | Sarah Fisher Racing                   | 25.8171                               | 25.7940                               | 25.7893                               | 25.7842                               | 1:43.1846                             |
| 20                                    | 13                                    | E. J. Viso                            | HVM Racing                            | 25.9305                               | 25.8580                               | 25.8348                               | 25.8239                               | 1:43.4472                             |
| 21                                    | 23                                    | Milka Duno                            | Dreyer & Reinbold Racing              | 25.9007                               | 25.8685                               | 25.8727                               | 25.8647                               | 1:43.5066                             |
| 22                                    | 33                                    | Robert Doornbos (R)                   | HVM Racing                            | 25.9157                               | 25.9102                               | 25.9135                               | 25.9120                               | 1:43.6514                             |
| 23                                    | 98                                    | Jaques Lazier                         | Team 3G                               | 26.2728                               | 26.2923                               | 26.2440                               | 26.2535                               | 1:45.0626                             |
| Relatório                             |                                       |                                       |                                       |                                       |                                       |                                       |                                       |                                       |

- (R) - Rookie

### Corrida
| Corrida - 29 de agosto | Corrida - 29 de agosto | Corrida - 29 de agosto | Corrida - 29 de agosto     | Corrida - 29 de agosto | Corrida - 29 de agosto | Corrida - 29 de agosto | Corrida - 29 de agosto | Corrida - 29 de agosto |
| Pos                    | Nº                     | Piloto                 | Equipe                     | Voltas                 | Tempo                  | Largada                | Voltas na Liderança    | Pontos                 |
| ---------------------- | ---------------------- | ---------------------- | -------------------------- | ---------------------- | ---------------------- | ---------------------- | ---------------------- | ---------------------- |
| 1                      | 6                      | Ryan Briscoe           | Team Penske                | 200                    | 1:42:34.3051           | 1                      | 71                     | 53                     |
| 2                      | 9                      | Scott Dixon            | Chip Ganassi Racing        | 200                    | +0.0077                | 6                      | 61                     | 40                     |
| 3                      | 5                      | Mario Moraes           | KV Racing Technology       | 200                    | +0.0699                | 8                      | 0                      | 35                     |
| 4                      | 10                     | Dario Franchitti       | Chip Ganassi Racing        | 200                    | +0.0997                | 3                      | 34                     | 32                     |
| 5                      | 02                     | Graham Rahal           | Newman/Haas/Lanigan Racing | 200                    | +0.1295                | 5                      | 0                      | 30                     |
| 6                      | 20                     | Ed Carpenter           | Vision Racing              | 200                    | +0.1668                | 12                     | 0                      | 28                     |
| 7                      | 06                     | Oriol Servià           | Newman/Haas/Lanigan Racing | 200                    | +0.2612                | 9                      | 0                      | 26                     |
| 8                      | 43                     | Tomas Scheckter        | Dreyer & Reinbold Racing   | 200                    | +0.2683                | 14                     | 4                      | 24                     |
| 9                      | 2                      | Raphael Matos (R)      | Luczo-Dragon Racing        | 200                    | +0.3356                | 17                     | 0                      | 22                     |
| 10                     | 18                     | Justin Wilson          | Dale Coyne Racing          | 200                    | +0.4344                | 15                     | 0                      | 20                     |
| 11                     | 26                     | Marco Andretti         | Andretti-Green Racing      | 200                    | +0.5224                | 7                      | 0                      | 19                     |
| 12                     | 7                      | Danica Patrick         | Andretti-Green Racing      | 200                    | +0.5840                | 10                     | 0                      | 18                     |
| 13                     | 11                     | Tony Kanaan            | Andretti-Green Racing      | 200                    | +0.8269                | 4                      | 7                      | 17                     |
| 14                     | 67                     | Sarah Fisher           | Sarah Fisher Racing        | 199                    | +1 volta               | 19                     | 0                      | 16                     |
| 15                     | 14                     | Ryan Hunter-Reay       | A. J. Foyt Enterprises     | 199                    | +1 volta               | 18                     | 0                      | 15                     |
| 16                     | 24                     | Mike Conway (R)        | Dreyer & Reinbold Racing   | 199                    | +1 volta               | 16                     | 0                      | 14                     |
| 17                     | 13                     | E. J. Viso             | HVM Racing                 | 198                    | +2 voltas              | 20                     | 0                      | 13                     |
| 18                     | 33                     | Robert Doornbos (R)    | HVM Racing                 | 197                    | +3 voltas              | 22                     | 0                      | 12                     |
| 19                     | 98                     | Jaques Lazier          | Team 3G                    | 195                    | +5 voltas              | 23                     | 0                      | 12                     |
| 20                     | 3                      | Hélio Castroneves      | Team Penske                | 184                    | Contato                | 2                      | 23                     | 12                     |
| 21                     | 23                     | Milka Duno             | Dreyer & Reinbold Racing   | 155                    | Mecânico               | 21                     | 0                      | 12                     |
| 22                     | 4                      | Dan Wheldon            | Panther Racing             | 95                     | Mecânico               | 11                     | 0                      | 12                     |
| 23                     | 27                     | Hideki Mutoh           | Andretti-Green Racing      | 90                     | Contato                | 13                     | 0                      | 12                     |
| Relatório              |                        |                        |                            |                        |                        |                        |                        |                        |

- (R) - Rookie